# Chop Suey!
"Chop Suey!" – singel zespołu System of a Down promujący album Toxicity. Piosenka ta stała się jednym z największych przebojów grupy i doczekała się szeregu remiksów i wersji.

## Tytuł
Początkowo tytuł miał brzmieć "Suicide", jednak kierownictwo wytwórni Columbia Records zmusiło zespół do zmienienia go, by uniknąć kontrowersji. Muzycy zdecydowali się zastąpić "Suicide" słowami "chop suey", co stanowi skrót od suicide (samobójstwo) oraz słowo chop (cios). Istnieje jednak jeszcze drugie znaczenie maskujące prawdziwe znaczenie tytułu – chop suey to potrawa kuchni chińskiej. 

## Lista utworów
1. "Chop Suey!"
2. "Johnny"
3. "Sugar" (Live)
4. "War?" (Live)
5. "Toxicity"